# Xamxi-Adad I

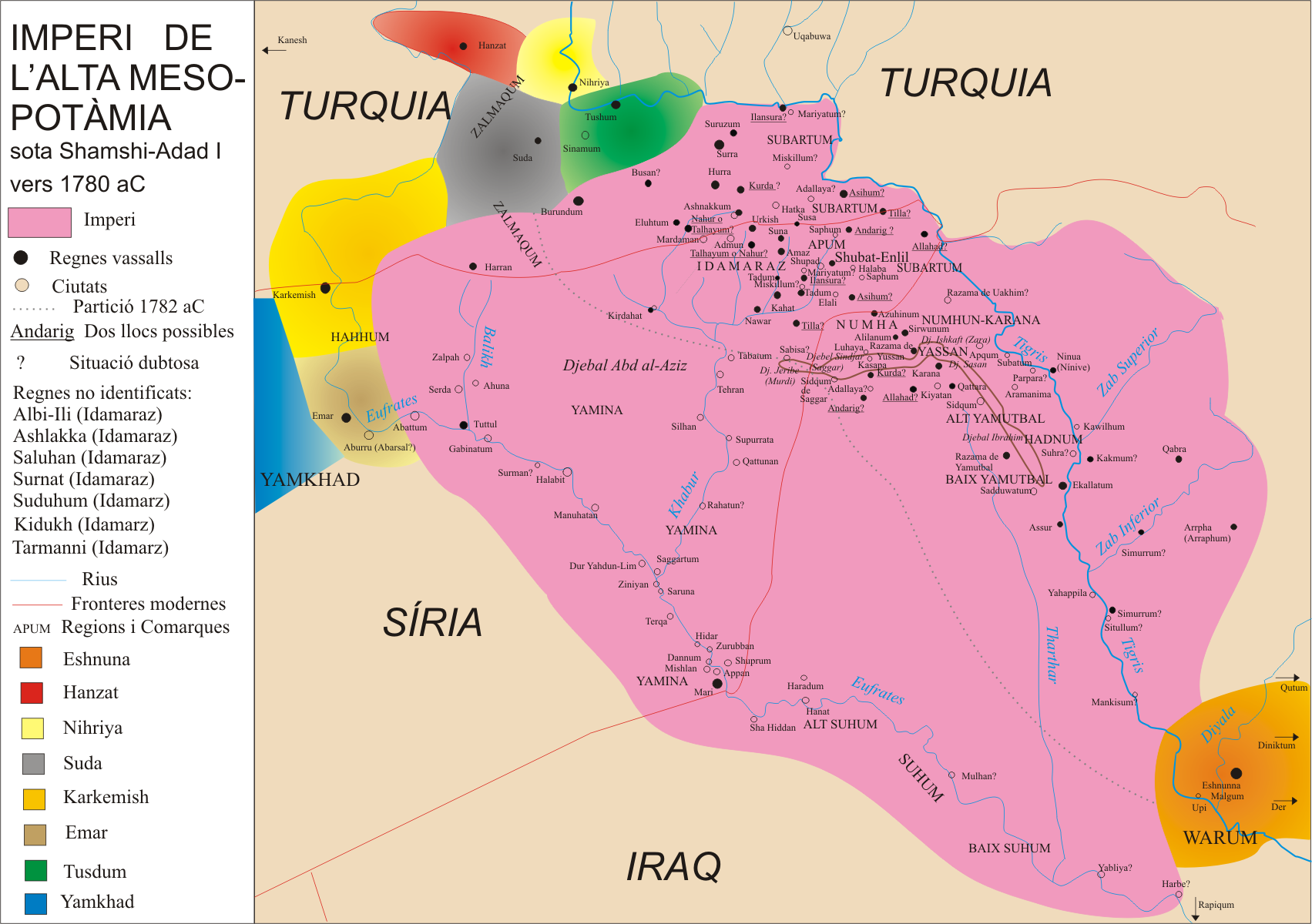
Imperi de Xamxi-Adad I cap a l'any 1780 aC

Extensió aproximada del Regne de l'Alta Mesopotàmia a la mort de Xamxi-Adad I cap a 1775 aC.

Xamxi-Adad I (Šamši-Adad) (final segle xix aC - principi segle xviii aC) va ser rei de l'Alta Mesopotàmia amb capital a Shubat-Enlil. Figura a les llistes de reis d'Assíria. Va crear un imperi que a la seva mort, cap a l'any 1775 aC es va dissoldre en poc temps. El nom vol dir 'Addu és el meu Sol'.
La majoria de les fonts el fan fill d'Ila-kabkabu, que segurament era un cap amorrita establert a la regió d'Assíria. Les llistes reials donen un altre nom, Aminu, com a fill successor d'Ila-kabkabu, que sembla que estava enfrontat a Mari. Segons una carta dels arxius de Mari, el rei Yaggid-Lim i Ila-kabkabu havien fet un pacte i unes promeses que el segon havia respectat però que el primer va violar. Això va portar a un enfrontament entre els dos estats que va continuar sota els successors. La guerra amb Mari fa sospitar que Ila-kabkabu governava les regions a l'oest o sud-oest d'Assur on estarien assentats els grups tribals amorrites que l'obeïen. A la mort d'Ila-Kabkabu en una data incerta però potser propera al 1830/1820 aC, el va succeir al front de la tribu el seu fill Aminu, i Xamxi-Adad hauria decidir forjar-se un domini propi.
Sembla que el primer que va fer, potser l'any 1820 aC, va ser establir-se a Shekhna una ciutat que havia estat abandonada i de la que en va veure el seu potencial agrícola. Allí es va establir amb la seva gent i la va erigir en capital donant-li el nom de Shubat-Enlil. Tot seguit es va dirigir contra la fortalesa d'Ekal·latum a l'esquerra del Tigris que devia dependre d'Assur; sembla que el primer atac va fallar per la intervenció de Naram-Sin d'Eixnunna, que apareix en lluita amb Aminu, (el germà de Xamxi-Adad que probablement actuava en cooperació amb aquest); Naram-Sin va derrotar a Aminu i a Xamxi-Adad i es va apoderar de la zona.
Hi ha qui pensa que el rei Naram-Sin d'Assíria i el rei Naram-Sin d'Eixnunna eren el mateix personatge, però probablement es tracta de dos personatges diferents. Naram-Sin d'Eixnunna hauria actuat com a protector i sobirà del rei Erixum II, que seria (com diuen les llistes reials assíries) fill de Naram-Sin d'Assíria.
Xamxi-Adad es va veure obligat a fugir a Babilònia amb el rei Sin-Mubal·lit (entre el 1812 aC i el 1793 aC), membre d'una dinastia amorita de la qual els amorites d'Assíria sembla que eren parents. Però cap a l'any 1810 aC va morir Naram-Sin d'Eixnunna i va deixar repartits els seus dominis entre Erixum II a Assur (fill de Naram-Sin però probablement del Naram-Sin d'Assur, una generació anterior) i Daduixa (en aquest cas fill propi), a Eixnunna. Llavors Xamxi-Adad amb el suport babiloni es va apoderar d'Ekal·latum, i el seu domini li va permetre tenir una bona base per amenaçar Assur, d'on es van retirar les forces d'Eixnunna i Erixum II va ser enderrocat al cap de tres anys, l'any que era oficial epònim Atamar-Ishtar. El seu regne està fixat en 33 anys a la llista reial assíria (entre el 1808 aC i el 1775 aC).
Una vegada amo altre cop d'Ekal·latum va poder imposar la seva sobirania a Assur i va estendre el seu poder cap a l'Idamaraz. Yakhdun-Lim de Mari s'estava estenent cap a l'alta vall del Khabur i els dos poders, ja enfrontats d'abans, van xocar de manera frontal. Yakhdun-Lim va derrotar a Xamxi-Adad I, cosa que el va convertir en un sobirà poderós, però després el rei de Mari va fer aliança amb el rei Daduixa d'Eixnunna (Warum) a l'est, cosa que el va convertir en quasi vassall d'aquest regne, i d'altra banda el seu refús a aliar-se amb el regne de Iamkhad va provocar el suport d'aquest estat a una revolta dels benjaminites. Mentre, Xamxi-Adad es va haver de retirar a les seves fortaleses per un temps, per tornar a estendre el seu domini quan les circumstàncies ho van permetre (quan el seu rival va tenir dificultats). Un cop d'estat de Sumu-Yaman va enderrocar a Yakhdun-Lim. No se'n sap res del paper de Xamxi-Adad I en aquestos esdeveniments a Mari, però el cert és que al cap de dos anys, Sumu-Yaman va morir assassinat pels seus servidors, segurament per instigació de Xamxi-Adad, que ja devia estar a l'aguait i es va apoderar tot seguit de Mari que controlava la ruta de caravanes entre Mesopotàmia i Anatòlia. L'hereu de Mari, Zimri-Lim, va haver de fugir cap a Iamkhad (Alep), potser l'any 1791 aC, on el rei Sumu-Epuh li va donar refugi i suport, ja que Xamxi-Adad era aliat del rei Ishkhi-Addu (Ishi-Addu) de Qatna, rival tradicional d'Alep.
Cap a l'any 1782 aC Xamxi-Adad va decidir repartir el seu regne entre els dos fills: el gran, Ixme-Dagan I, va rebre el país del triangle del Khabur (Idamaraz), l'alt Tigris i el Tigris mig amb capital a Ekal·latum; i el segon fill, Yashmakhadad, va rebre el país de Zalmaqum i el Balikh, el territori del Khabur inferior, i el de l'Eufrates amb el Suhum, amb capital a Mari. Ell mateix va conservar la preeminència sobre els dos fills i va residir a Shubat-Enlil que era abans que tot una gran ciutat administrativa amb uns 20.000 habitants. Algunes de les cartes que el rei Yashmakhadad de Mari va dirigir al seu pare s'han conservat als arxius de Mari i mostren que Xamxi-Adad I dominava sobre un extens imperi que abraçava gairebé tota l'alta Mesopotàmia. Xamxi-Adad va erigir una estela a la costa de la Mediterrània, segurament en una expedició aïllada i no de conquesta, i va agafar el títol de «rei de tot» o «rei de l'univers», que ja havia adoptat abans Sargon I d'Accad.
L'experiència de la partició no va resultar gaire satisfactòria. Ixme-Dagan sembla haver estat un governant competent i bon guerrer, però Yashmakhadad no va dirigir mai les tropes, i preferia viure a palau rodejat de plaers i dones. Així ho mostren algunes cartes que s'han trobat a Mari, on el seu pare es lamenta per aquesta situació.
Mentre Xamxi-Adad I va ser viu, l'imperi es va mantenir. Xamxi-Adad sembla que era un organitzador excepcional i dirigia tots els afers de l'estat amb diligència i eficàcia, des de les línies polítiques al nomenament dels oficials, o la distribució de provisions; les seves campanyes estaven planejades meticulosament i el seu exèrcit coneixia bé els mètodes clàssics de setge i la maquinària a utilitzar contra les muralles defensives; també va utilitzar a espies i propaganda per derrotar o dividir a les ciutats rivals. Però a la seva mort cap a l'any 1775 aC, els reis vassalls van recuperar la independència. Ixme-Dagan va poder conservar Assur, Ekal·latum i Shubat-Enlil (i potser algun altre territori o la sobirania sobre alguns regnes) però Yashmakhadad no va trigar a ser expulsat de Mari pel príncep de l'antiga dinastia Zimri-Lim.
Xamxi-Adad va construir un temple a Assur dedicat als déus Abu i Adad.